# 대술면
대술면 (大述面)은 대한민국의 충청남도 예산군 동쪽에 위치한 면이다.
동쪽으로는 아산시 송악면과 공주시 유구읍, 서쪽으로는 예산읍과 대흥면, 남쪽으로는 신양면, 북쪽으로 아산시 도고면과 접해있으며, 동쪽에 봉수산, 천방산이 솟아있고 동북쪽은 산간 구릉지로 구성된 전형적인 농촌지역이다. 수리시설이 잘 발달되어 질좋은 쌀과 특산품으로는 고추, 표고버섯이 많이 생산된다.

## 연혁
- 1914년 3월 1일 : 부군면 통폐합으로 대지동면과 술곡면이 통합해 대술면이 설치됨. 이 때 술곡면 수호리는 신양면 귀곡리로, 공주군 신성면 고성리는 대술면 마전리로 편입되어 12개리를 관할함.
- 1975년 : 행정리를 19개 리로 분할함

## 행정 구역
| 법정리 | 행정리                    | 비고                   |
| ------ | ------------------------- | ---------------------- |
| 궐곡리 | 궐곡1리, 궐곡2리          |                        |
| 농리   | 농리                      |                        |
| 마전리 | 마전1리, 마전2리          |                        |
| 방산리 | 방산리                    |                        |
| 산정리 | 산정리                    |                        |
| 상항리 | 상항리                    |                        |
| 송석리 | 송석리                    |                        |
| 시산리 | 시산1리, 시산2리          |                        |
| 이티리 | 이티1리, 이티2리          |                        |
| 장복리 | 장복1리, 장복2리          |                        |
| 화산리 | 화산리                    |                        |
| 화천리 | 화천1리, 화천2리, 화천3리 | 면 행정복지센터 소재지 |